# Парк XIX століття (Поморяни)
Парк XIX ст. — парк-пам'ятка садово-паркового мистецтва місцевого значення в Україні. Розташований у межах Золочівського району Львівської області, на південь від центральної частини смт Поморяни (вул. Підзамче). 
Площа 7 га. Статус надано згідно з рішенням виконкому Львівської обласної ради від 9 жовтня 1984 року № 495. Перебуває у віданні: Поморянський професійний ліцей. 
Статус надано для збереження парку, закладеного в XIX ст. довкола Поморянського замку. 